# Justus Möser
Justus Möser (ur. 14 grudnia 1720 w Osnabrücku, zm. 8 stycznia 1794 tamże) – niemiecki myśliciel konserwatywny. Główny przedstawiciel niemieckiej przedrewolucyjnej tradycji konserwatywnej.

## Życiorys
Justus Möser mieszkał w państwie biskupim (Hochstift) Osnabrücku, położonego w zacofanej wówczas nieco Westfalii. Państwo powstało wskutek postanowień traktatu westfalskiego w 1648 roku. Za czasów Mösera zachowane były tu jeszcze średniowieczne zależności międzyludzkie i wzory zachowań. Państwem rządzili na przemian biskupi katoliccy i protestanccy. Ich władza była ograniczona przez arystokratyczną radę 21 katolickich i 3 protestanckich kanoników. System rynkowy i kapitalizm dopiero docierały do Osnabrücku. Panowała autarkia gospodarcza.
Möser, podobnie jak jego ojciec sprawował różne funkcje administracyjne i urzędnicze w tym państwie. Przez całe życie właściwie go nie opuszczał, z wyjątkiem sześciomiesięcznej podróży do Anglii. W jednym ze swych listów stwierdził wówczas, że Anglicy są „niewolnikami wolności”. Uderzył go angielski dogmatyczny liberalizm i to, że Anglicy porównując swój kraj z innymi zawsze mówili, że są bardziej wolni.
W latach 1762–1782 Möser wydawał tygodnik Wöchentliche Osnabrückische Anzeigen, w którym gloryfikował miejscową wspólnotę i jej ustrój polityczny i społeczny. Część materiałów z tygodnika wydał w postaci czterech tomów „Fantazji patriotycznych”. Był też autorem obszernej „Historia Osnabrück” – dzieła historycznego dotyczącego procesu formowania się państwa.
Od 1762 do 1768 był głównym sędzią kryminalnego sądu państwowego (justiciarius).
Jako pisarz bronił niemieckiej literatury, przed jej negatywną oceną jaką wygłosił Fryderyk Wielki, który cenił przede wszystkim pisarzy francuskich. W późniejszym dołączył do prądu literackiego Sturm und Drang.

## Poglądy
Cenił empiryzm i krytykował teoretyczne rozważania rozumowe. Ubolewał nad tym, że filozofowie jego czasów przejawiali tendencje do „opierania wszystkiego na rozumie”. Zauważał, że filozofowie krytykowali jako „anachronizm” wszystko co jest uznanym stanem obecnym.
Möser cenił rzemiosło i produkcję rolną, krytykując handel i ingerencję handlu w życie ludzkie, a także wypieranie przez obce towary rodzimych. Uważał, że handel spowodował, iż ludzie zaczęli nabywać towary niepotrzebne im do życia, co spowodowało, że zaczęli wydawać pieniądze na siebie i na przyjemności, zaniedbując potrzeby rodziny i obowiązki wobec państwa.
Był przeciwny piciu kawy i uprawianiu ziemniaków. Kawa jego zdaniem powodowała karlenie ludzi. Ziemniaki nie należały do tradycyjnie uprawianych w Niemczech roślin, lecz pochodziły z Peru, a w Niemczech północnych pojawiły się w XVII wieku.
Wolność wiązał nie z indywidualną niezależnością, lecz z posiadaniem ziemi. Uważał, że należy cenić swe dziedzictwo i że ludzie z nielegalnych związków powinni być uważani za gorszych.
Społeczeństwo Möser uważał za zamknięty krąg wzajemnych zależności i za piramidę „która wtedy jest piękna, gdy ma odpowiednie proporcje”, to znaczy jest wąska u góry i szeroka u dołu.
Gloryfikował szlachtę nie wspominając niemal nic o roli duchowieństwa, choć mieszkał w państwie biskupim.

## Dzieła
- Harlekin oder Vertheidigung des Groteske-Komischen (1761, drugie wydanie poprawione 1777)
- Osnabrückische Geschichte (1. Auflage 1768, 2. Auflage 1780-1824)
- Patriotische Phantasien (1.1774 – 4.1778)
- Die Tugend auf der Schaubühne oder Harlekins Heurath (1798)
- Justus Mösers Sämtliche Werke. Historisch-Kritische Ausgabe. 14 Bände in 16 Teilen. Oldenburg und Osnabrück 1943-1990.
- Justus Möser: Briefwechsel. Neu bearb. von William F. Sheldon. Hannover 1992.

## Literatura
- Ludwig Bäte: Justus Möser, advocatus patriae. – Frankfurt a.M., Athenäum Verl., 1961
- Henning Buck (Hrsg.): Patriotische Phantasien (Ausstellungskatalog). – Bramsche: Rasch, 1994, ISBN 3-930595-00-1.
- Stefan Efler: Der Einfluß Justus Mösers auf das poetische Werk Goethes. Laatzen: Wehrhahn, 1999. ISBN 3-932324-76-5.
- Renate Stauf, Justus Mösers Konzept einer deutschen Nationalidentität. Mit einem Ausblick auf Goethe., Tübingen: Niemeyer, 1991, ISBN 3-484-18114-1, OCLC 24268005. Brak numerów stron w książce
- Karl H. L. Welker: Rechtsgeschichte als Rechtspolitik. Justus Möser als Jurist und Staatsmann. – 2 Bände. Osnabrück 1996
- Justus Möser als Jurist. Zur Staats- und Rechtslehre in den „Patriotischen Phantasien” und in der „Osnabrückischen Geschichte”, Köln, Berlin, Bonn, München (Carl Heymanns), 1986 = Osnabrücker Rechtswissenschaftliche Abhandlungen, Band 5.